# توماس بينا
توماس بينا (بالإسبانية: Tomás Pina Isla)‏ (14 أكتوبر 1987 في إسبانيا - ) هو لاعب كرة قدم إسباني في مركز الوسط. لعب مع ريال مايوركا ب وريال مايوركا ونادي فياريال وCD Móstoles ‏.

## وصلات خارجية
- توماس بينا على موقع قاعدة بيانات كرة القدم.إي يو (الإنجليزية)
- توماس بينا على موقع Soccerbase.com (لاعب) (الإنجليزية)
- توماس بينا على موقع Soccerway.com (الإنجليزية)
- توماس بينا على موقع عالم كرة القدم.نت (الإنجليزية)
- توماس بينا على موقع AS.com (الإسبانية)